# Haim
Haim (вимовляється [ˈhaɪɪm]) — американський поп-рок гурт з Лос-Анджелеса, Каліфорнія. До його складу входять три сестри: Есті, Даніель і Алана. Пісня гурту «The Wire» посіла 60 місце у списку 100 найкращих пісень XXI століття за версією журналу Roling Stone.
Звучання гурту порівнюють з Fleetwood Mac, їх музику описують як «зустріч нью-фолку і R'n'B дев'яностих» і називають «музикою, яка звучить так, ніби вона написана на березі озера Стіві Нікс, Джоном Вейтом і En Vogue».

## Дискографія
- Days Are Gone (2013)
- Something to Tell You (2017)
- Women in Music Pt. III (2020)